# Екологічний Опір
«Екологічний Опір» — всеукраїнський екологічний та зоозахисний рух. Станом на 2023 рік не діє (без оголошення про саморозпуск).

## Діяльність
Рух утворився на початку 2012 року у Вінниці. Свою роботу рух розпочав з агітаційної роботи в інтернеті, пропагуючи ідеї захисту навколишнього середовища, вегетаріанства, веганства, допомоги тваринам. З часом, знайшовши позитивний відгук у суспільстві та утворивши осередки в декількох містах України, учасники руху активізували діяльність: почали відвідувати притулки для тварин, проводити екологічні акції та толоки, зайнялись порятунком та лікуванням тварин, збором коштів для захисту довкілля, організацією мітингів та пікетів на відповідну тематику. Рух функціонує у Львові, Вінниці, Києві, Одесі, Запоріжжі, Чернівцях та інших містах. Офіційно рух є ініціативою громадського руху «Автономний Опір».
У Вінниці рух розпочав свою діяльність з відвідування собачого притулку «Планета». Активісти щотижня приїжджають до тварин, прибирають територію, миють вольєри. Активно збираються кошти на харчування й лікування собак. Зокрема, для стерилізаційного центру Вінниці було куплено пристрій для відлову бездомних собак за 1200 грн, а для притулку «Планета» регулярно купляються корми, крупи, побутові матеріали, активістами робляться ремонти за власні кошти й кошти небайдужих людей.
«Екологічний Опір» виступає проти капіталізму, оскільки вважає, що дана система розглядає природу як ресурс, з якого слід черпати сировину для виробництва нових товарів. Основним законом капіталізму є гонитва за прибутком, що спричиняє знищення довкілля капіталістичними транснаціональними корпораціями. На думку активістів, лише знищення капіталізму допоможе зберегти природу, що є запорукою збереження нашої планети й людства як виду.
По всій Україні «Екологічний Опір» активно влаштовує мітинги й пікети проти вівісекції, експлуатації тварин у цирках та зоопарках, виробництва хутряних виробів. Час від часу активісти безкоштовно роздають на вулицях цуценят та кошенят з притулків. Одним з генеральних завдань руху є екологічна пропаганда: через вуличну агітацію, інформаційні ресурси, регулярні заходи активісти пропагують ідеї збереження довкілля, відмови від споживання м'яса, виробів компаній, котрі застосовують вівісекцію, носіння натуральних хутряних виробів.
У Львові свою діяльність «Екологічний Опір» розпочав влітку 2012 р. Активісти декілька місяців відвідували собачий притулок «Милосердя», якому фізично надавали допомогу. Найгучнішими акціями львівського осередку «Екологічного Опору» стали порятунок 11 червонокнижних орлів та близько 10 білих голубів з рук комерсантів. Натомість у Києві активісти врятували близько 43 білих голуби. Взимку 2013 р. рух веде активну пропаганду й чисельні акції проти вирубування ялинок, влаштовує рейди на комерсантів, котрі нелегально знищують ліси.
У січні 2015 року активісти взяли участь у порятунку тварин, яких напризволяще залишив власник фермерського господарства «Володар» у селі Лішня Дрогобицького району Львівської області. Живими залишилися лише 2 поні, 7 овець і лама. 2 лами, 10 поні, близько 20 овець, 4 страуси, голуби, кури, фазани загинули.

## Маніфест
- Чисте довкілля, якого ми прагнемо, в умовах авторитарного, капіталістичного суспільства є недосяжною мрією і може стати реальністю лише як невіддільна складова простору вільного безкласового, безтоварного суспільства. Тому для нас питання природозахисного активізму є справою не «покращення екології», а важливою складовою нашої соціально-революційної стратегії.

- Капіталістична система розглядає природу як ресурс, з якого слід черпати сировину для виробництва нових товарів. Ми ж вважаємо природу основою самого існування людини на нашій планеті, бо якщо природні екосистеми будуть зруйновані в гонитві за прибутком, що є головним законом капіталізму, то й життя самої людини на планеті стане неможливим.

- Примітивізм і ностальгія за минулим не можуть бути вирішенням екологічної кризи. Сучасні наука і техніка є важливими складниками виживання та розвитку людства. Однак їх розвиток не повинен бути самоціллю чи єдиним сенсом людської діяльності. Тому науковий і технічний прогрес має органічно поєднуватися з прогресом етичним.

- З біологічної точки зору, яку ми поділяємо, людина є частиною тваринного царства в цілому, відтак її потреби не можуть розглядатися як вищі в порівнянні зі збереженням життя представників інших видів. Саме тому ми виступаємо не тільки проти нищення природи, але й проти ірраціональних та жорстоких форм «прикрашання» себе частинами тіл убитих тварин (хутром та ін.), що, може, й було необхідністю в доіндустріальному суспільстві, але зараз є лише витребеньками буржуазної еліти.

- Соціальна революція не передбачає ані «повернення людини до природи», ані «підпорядкування природи людині». Вона має покласти початок абсолютно новим, органічним формам людського спілкування з природою, що будуть засновані на принципі «рівності у відмінності». Ми переконані, що саме така система взаємодії між людьми та іншими живими істотами дозволить забезпечити виживання та розвиток як людства, так і всієї природи на Землі.